# Freeport (Ohio)
Freeport es una villa ubicada en el condado de Harrison en el estado estadounidense de Ohio. En el Censo de 2010 tenía una población de 369 habitantes y una densidad poblacional de 237,85 personas por km².

## Geografía
Freeport se encuentra ubicada en las coordenadas 40°12′40″N 81°16′7″O / 40.21111, -81.26861. Según la Oficina del Censo de los Estados Unidos, Freeport tiene una superficie total de 1.55 km², de la cual 1.55 km² corresponden a tierra firme y (0%) 0 km² es agua.

## Demografía
Según el censo de 2010, había 369 personas residiendo en Freeport. La densidad de población era de 237,85 hab./km². De los 369 habitantes, Freeport estaba compuesto por el 97.56% blancos, el 0% eran afroamericanos, el 0% eran amerindios, el 0% eran asiáticos, el 0% eran isleños del Pacífico, el 0% eran de otras razas y el 2.44% pertenecían a dos o más razas. Del total de la población el 0% eran hispanos o latinos de cualquier raza.